# 笑果文化
上海笑果文化传媒有限公司（Shanghai Xiaoguo Culture Media Co., Ltd.），是一家於2014年5月成立的艺人经纪公司和單口喜剧俱乐部，總部位於上海，並以年輕態喜劇內容為主產業。
該公司由葉烽、賀曉曦、李誕、張瑛婕等人聯合創辦。曾出品《吐槽大会》、《脱口秀大会》、《冒犯家族》、《怎么办！脱口秀专场》、《全民泡泡超人》等综艺节目。2017年获华人文化集团A轮融资。截至2023年5月，经历8次融资，估值超40亿元人民币。

## 旗下藝人
李誕、程璐、思文、梁海源、張博洋、王勉、呼蘭、楊笠、顏怡顏悦、孟川、杨梦琦（Norah）、王建国、庞博、Rock、何广智、吐提古丽·热杰等
已离开
- 池子、史炎、艾力卡木·阿斯克尔（卡姆）、李昊石（HOUSE）等